# Palazzo del Panormita
Palazzo del Panormita je palača u renesansnom stilu u središtu Napulja, u Italiji.
Uzdiže se uz usku ulicu Via Nilo, blizu via Spaccanapoli, gdje se zove San Biagio dei Librai, dijagonalno od Santa Maria Assunta dei Pignatelli, uz Piazzu del Nilo s kipom Boga Nila. Južno je od Palazzo d'Afflitto i Palazzo Spinelli di Laurino.

## Opis
Osnova konstrukcije je gruba piperno stijena. Piano nobile ima najveće prozore, dok treći kat ima lučne prozore. U 1700-ima je dodan četvrti kat.

## Povijest
Palaču je prvobitno prije 1450. naručio Antonio Beccadelli, (1394. – 1471.), zvan Il Panormita (pjesnički oblik koji znači "Palermitanac"), koji je bio istaknuti talijanski pjesnik, kanonski pravnik, učenjak, diplomat i kroničar. Od tada je prošao kroz mnoge vlasnike, uključujući Giacoma Capecea Galeotu, regenta u Tribunalu vikarijata.
Početni arhitekt bio je Giovanni Fillippo De Adinolfo, a slijedili su ga Giovanni Francesco Mormando i Giovanni Francesco Di Palma koji su dovršili posao u 16. stoljeću.

## Vanjske poveznice
|  | Zajednički poslužitelj ima još gradiva o temi Palazzo del Panormita |